# أسوأ شر
أسوأ شر (بالكورية: 최악의 악)؛ هو مسلسل كوري جنوبي، من بطولة جي تشانغ ووك، وي ها-جون وإم سي مي. تم اصدار اول ثلاث حلقات على منصة ديزني+ في 27 سبتمبر 2023، توفرت حلقتين أيام الأربعاء وأخر ثلاث حلقات في 25 أكتوبر 2023.

## القصة
تدور أحداث المسلسل في التسعينات، حول محققي الشرطة السريين الذين يتسللون إلى منظمة إجرامية ضخمة مسؤولة عن تجارة المخدرات الغير المشروعة بين كوريا والصين واليابان.

## طاقم
- جي تشانغ ووك في دور بارك جون-مو، ضابط شرطة يتسلل إلى عصابة المخدرات للتحقيق.[7]
- وي ها جون في دور جونغ جي-تشول، زعيم منظمة إجرامية.[8]
- ام سي مي في دور يو هوي-جونغ، زوجة بارك جون مو، ضابطة بقسم مكافحة المخدرات.[9]
- كيم هيونغ سيو في دور هاي ريون: الموزع الرئيسي لمصنع المخدرات في الصين التي جاءت إلى كوريا للتجارة مع جي تشيول.[10]
- لي شين-غي في دور سيو جونج-ريول، قاتل محترف.[11]

## الانتاج
المسلسل من تخطيط كاكاو إنترتينمنت وهو أحد عناوينها لعام 2023، بجانب مخلوق جيونغسونغ لصالح نتفليكس)، وإنتاجه من قبل الفرق التابعة لها بارام بيكتشرز وساناي بيكتشرز. وهي سلسلة أصلية لصالح ديزني+. يقود الموسيقى هونغ سانغ-جون من اعماله فيلم مهمة سرية وبومة الليل ومسلسلات منها خارج المنهج واسمي (2021).

### التصوير
بدأ التصوير الرئيسي في 24 أغسطس 2022 ، وانتهى في 28 أبريل 2023.

## الإصدار
سيتم اصدار اول ثلاث حلقات في 27 سبتمبر 2023 ، وإصدار باقي الحلقات، حلقتين اسبوعياً وآخر ثلاث حلقات في 25 أكتوبر 2023 بمجموع 12 حلقة.

## الجوائز والترشيحات
| قائمة الجوائز والترشيحات | قائمة الجوائز والترشيحات                  | قائمة الجوائز والترشيحات | قائمة الجوائز والترشيحات | قائمة الجوائز والترشيحات | قائمة الجوائز والترشيحات |
| السنة                    | الجائزة                                   | الفئة                    | المستلم                  | النتيجة                  | م.                       |
| ------------------------ | ----------------------------------------- | ------------------------ | ------------------------ | ------------------------ | ------------------------ |
| 2024                     | جوائز المحتوى الآسيوي وجوائز OTT العالمية | أفضل ممثلة مساعدة        | كيم هيونغ سيو            | رُشِّح                      | [ 16 ]                   |
| 2024                     | جوائز بايكسانغ للفنون                     | أفضل مخرج                | هان دونغ ووك             | فوز                      | [ 17 ]                   |
| 2024                     | جوائز بايكسانغ للفنون                     | أفضل ممثل جديد           | لي شين كي                | رُشِّح                      | [ 18 ]                   |
| 2024                     | جوائز بايكسانغ للفنون                     | أفضل ممثلة جديدة         | كيم هيونغ سيو            | رُشِّح                      | [ 18 ]                   |

## روابط خارجية
- أسوأ شر على موقع IMDb (الإنجليزية)
- أسوأ شر على موقع فيلمافينيتي (الإسبانية)
- أسوأ شر على موقع قاعدة بيانات الفيلم (الإنجليزية)
- أسوأ شر على هانسينما